# Pycnomerus hottae
Pycnomerus hottae es una especie de coleóptero de la familia Zopheridae.

## Distribución geográfica
Habita en Haití.